# ZARD Best Request 〜35th Anniversary〜
『ZARD Best Request 〜35th Anniversary〜』（ザード・ベスト・リクエスト・サーティーフィフス・アニバーサリー）は、ZARDのベスト・アルバム。規格品番は初回限定盤のJBCJ-9083-9085、通常盤のJBCJ-9086-9088。

## 概要
2024年5月27日から、ネットによるファン投票でアルバムに収録する曲を募集を開始。
2024年11月10日にYouTubeチャンネルに投票結果をプレミア公開し、上位35曲を3枚組で発売することを発表した。
発売後、封入歌詞ブックレットの「遠い日のNostalgia」の歌詞掲載と作曲クレジットのローマ字表記に誤りがあり公式サイトでお詫びと訂正がされた。

## 収録曲
- 各楽曲の詳細は各項目を参照。注記すべき点のみ記載。
- ※は『ZARD Forever Best 〜25th Anniversary〜』未収録、※※はベスト・セレクションAL初収録。
- 全楽曲は注記のない限り、初めて作品として発表された際のミックスをリマスタリングしたものである。
- 全作詞：坂井泉水（「雨に濡れて」のみ当時WANDSの上杉昇との共作）

### Disc1
1. 1位　心を開いて
作曲：織田哲郎　編曲：池田大介
  - 18thシングル。
2. 2位　あの微笑みを忘れないで
作曲：川島だりあ　編曲：明石昌夫
  - 3rdアルバム『HOLD ME』収録曲。
3. 3位　マイ フレンド
作曲：織田哲郎　編曲：葉山たけし
  - 17thシングル。最後のミリオンセラーを記録したシングル。
4. 4位　揺れる想い
作曲：織田哲郎　編曲：明石昌夫
  - 8thシングル。
5. 5位　Don't you see!
作曲：栗林誠一郎　編曲：葉山たけし
  - 19thシングル。1997年発売の『ZARD BLEND 〜SUN&STONE〜』に収録されたミックスで収録。
6. 6位　負けないで
作曲：織田哲郎　編曲：葉山たけし
  - 6thシングル。ZARD最大のヒットシングル。
7. 7位　息もできない
作曲：織田哲郎　編曲：葉山たけし
  - 24thシングル。
8. 8位　君に逢いたくなったら…
作曲：織田哲郎　編曲：葉山たけし
  - 20thシングル。1997年発売の『ZARD BLEND 〜SUN&STONE〜』に収録されたミックスで収録。
9. 9位　Oh my love
作曲：織田哲郎　編曲：明石昌夫
  - 5thアルバム『OH MY LOVE』収録曲。
10. 10位　遠い日のNostalgia※
作曲：望月衛介　編曲：明石昌夫
  - 3rdアルバム『HOLD ME』収録曲。1999年発売のベストアルバム『ZARD BEST 〜Request Memorial〜』に収録されている、最後のサビの繰り返しがカットされたバージョンで収録。

### Disc2
1. 11位　かけがえのないもの
作曲：大野愛果　編曲：葉山たけし
  - 38thシングル。
2. 12位　永遠
作曲・編曲：徳永暁人
  - 22ndシングル。8thオリジナルアルバム『永遠』に収録されたミックスで収録。
3. 13位　Good-bye My Loneliness
作曲：織田哲郎　編曲：明石昌夫
  - 1stシングル。坂井が一生忘れない衝撃の楽曲と語っている。
4. 14位　DAN DAN 心魅かれてく
作曲：織田哲郎　編曲：池田大介
  - 7thアルバム『TODAY IS ANOTHER DAY』収録曲。FIELD OF VIEWに提供した「DAN DAN 心魅かれてく」のセルフカバー。
5. 15位　きっと忘れない
作曲：織田哲郎　編曲：明石昌夫
  - 10thシングル。
6. 16位　夏を待つセイル(帆)のように
作曲：大野愛果　編曲：葉山たけし
  - 40thシングル。
7. 17位　Today is another day
作曲：織田哲郎　編曲：池田大介
  - 7thアルバム『TODAY IS ANOTHER DAY』収録曲。
8. 18位　眠れない夜を抱いて
作曲：織田哲郎　編曲：明石昌夫・池田大介
  - 4thシングル。ZARDの連続オリコンベスト10の記録は今作から始まっている。
9. 19位　forever you
作曲：織田哲郎　編曲：明石昌夫
  - 6thアルバム『Forever you』収録曲。
10. 20位　来年の夏も
作曲：栗林誠一郎　編曲：明石昌夫
  - 5thアルバム『OH MY LOVE』収録曲。
11. 21位　運命のルーレット廻して
作曲：栗林誠一郎　編曲：池田大介
  - 25thシングル。
12. 22位　好きなように踊りたいの※※
作曲：和泉一弥　編曲：葉山たけし
  - 3rdアルバム『HOLD ME』収録曲。

### Disc3
1. 23位　IN MY ARMS TONIGHT
作曲：春畑道哉　編曲：明石昌夫
  - 5thシングル。
2. 24位　My Baby Grand ～ぬくもりが欲しくて～
作曲：織田哲郎　編曲：池田大介
  - 23rdシングル。
3. 25位　あなたを感じていたい
作曲・編曲：織田哲郎
  - 13thシングル。
4. 26位　少女の頃に戻ったみたいに
作曲：大野愛果　編曲：池田大介
  - 25thシングル『運命のルーレット廻して』のカップリング曲。
5. 27位　雨に濡れて
作曲：栗林誠一郎　編曲：明石昌夫
  - 5thオリジナルアルバム『OH MY LOVE』収録曲。【ZYYG,REV,ZARD & WANDS featuring 長嶋茂雄】名義で発売したシングル「果てしない夢を」のカップリング曲をセルフカバーしたバージョン。
6. 28位　突然
作曲：織田哲郎　編曲：池田大介
  - 7thオリジナルアルバム『TODAY IS ANOTHER DAY』収録曲。FIELD OF VIEWに提供した「突然」のセルフカバー。
7. 29位　止まっていた時計が今動き出した※
作曲：中村由利　編曲：徳永暁人
  - 10thアルバム『止まっていた時計が今動き出した』収録曲。
8. 30位　Season
作曲：栗林誠一郎　編曲：葉山たけし
  - 4thアルバム『揺れる想い』収録曲。
9. 31位　この愛に泳ぎ疲れても
作曲：織田哲郎　編曲：明石昌夫
  - 11thシングル。
10. 32位　もう少し あと少し…
作曲：栗林誠一郎　編曲：明石昌夫
  - 9thシングル。
11. 33位　サヨナラは今もこの胸に居ます
作曲：栗林誠一郎　編曲：葉山たけし
  - 16thシングル。
12. 34位　愛が見えない
作曲：小澤正澄　編曲：葉山たけし
  - 15thシングル。
13. 35位　遠い星を数えて
作曲：栗林誠一郎　編曲：徳永暁人
  - 21stシングル『風が通り抜ける街へ』のカップリング曲。